# توماس برات
توماس برات (بالإنجليزية: Thomas Pratt)‏ هو مونتير أمريكي، ولد في 8 نوفمبر 1898 في سانتا باربارا في الولايات المتحدة، وتوفي في 4 أغسطس 1973 في هولندا في مملكة هولندا.

## وصلات خارجية
- توماس برات على موقع IMDb (الإنجليزية)
- توماس برات على موقع ألو سيني (الفرنسية)
- توماس برات على موقع أول موفي (الإنجليزية)
- توماس برات على موقع قاعدة بيانات الأفلام السويدية (السويدية)
- توماس برات على موقع قاعدة بيانات الفيلم (الإنجليزية)
- توماس برات على موقع كينوبويسك (الروسية)